# Ramosomyia wagneri
El colibrí flanquicanelo, amazilia de Wagner, amazilia flanquicanelo o colibrí flanco canela (Ramosomyia wagneri) es una especie —o la subespecie Ramosomyia viridifrons wagneri, dependiendo de la clasificación considerada— de ave apodiforme de la familia Trochilidae —los colibríes—, perteneciente al género Ramosomyia, también colocada en el género Leucolia por  algunas clasificaciones. Es endémica del sur de México.

## Distribución y hábitat
Se distribuye en una estrecha franja del sur de México, en el centro y sur de Oaxaca.
Su hábitats se compone de bosques caducifolios, matorrales áridos y semiáridos, bosques espinosos y bosques riparios.

## Sistemática

### Descripción original
La especie R. wagneri fue descrita por primera vez por el ornitólogo estadounidense Allan Robert Phillips en 1966 bajo el nombre científico de subespecie Amazilia violiceps wagneri; su localidad tipo es: « 16° 1' N., 97° 4' 30" O. (aproximadamente), Oaxaca».

### Etimología
El nombre genérico Ramosomyia conmemora al ornitólogo y conservacionista mexicano Mario Alberto Ramos Olmos (1949-2006), combinado con la palabra del griego «μυια muia, μυιας muias» que significa ‘mosca’; en ornitología myia y myias significan ‘muy pequeño’, ‘aves del tamaño de una mosca’. El nombre de la especie «wagneri» conmemora a  Helmuth O. Wagner.

### Taxonomía
Algunos autores ya consideraban que la presente especie merecía ser tratada como especie separada debido a las diferencias bien marcadas con viridifrons y a la a aparente simpatría entre ambas en el este de Oaxaca; lo que fue seguido más recientemente por las clasificaciones Birdlife International (BLI) y Aves del Mundo (HBW), y por el Congreso Ornitológico Internacional (IOC); pero la clasificación Clements Checklist/eBird continúa a tratarlo como la subespecie R. viridifrons wagneri.
Las especies hermanas Ramosomyia violiceps y R. viridifrons (incluyendo wagneri) tienen una historia taxonómica confusa, ya fueron tratadas en el género Agyrtria y hasta recientemente eran colocadas en el género Amazilia. Los estudios filogenéticos de McGuire et al. (2014) encontraron que  Amazilia era polifilético. En la clasificación propuesta para resolver la polifilia del género, Stiles et al. (2017) propusieron la resurrección del género Leucolia, lo que fue reconocido por el Comité de Clasificación de Norte y Mesoamérica (N&MACC) en la Propuesta No 2020-A-03.
Sin embargo, un estudio publicado en 2021 mostró que Leucolia no podría estar disponible ya que la especie tipo subsecuentemente designada era Trochilus fallax, actualmente Leucippus fallax; como no había otro género disponible, los autores propusieron un nuevo género Ramosomyia. El cambio fue reconocido por el N&MACC en la Propuesta 2022-B-2 y seguido por las principales clasificaciones, excepto por BLI y HBW que continúan a retener las especies en Leucolia.